# مرهمی
مرهمی، شفابخش (نام علمی: Sanicula europaea) نام یک گونه از تیره چتریان است.
مرهمی اغلب در ارتفاعات میانی در دامنه‌های شمال غربی و غربی البرز بر روی صخره‌های بزرگ مختلف با خاک‌های عمیق، نیمه سنگین و زهکشی شده یافت می‌شود.